# Римски споразуми
Римски споразуми представљају низ споразума између Француске и Италије склопљених на састанцима између француског министра иностраних послова Пјера Лавала и италијанског дучеа Бенита Мусолинија у Риму током јануара 1935. године. 
Лавал је кренуо из Париза у Рим као весник мира. Примио га је лично Мусолини и том приликом био изузетно предусретљив. Са њим је Лавал имао четири дуге конференције, три у присуству саветника и једну у четири ока. После прве две конференције објављено је да је постигнут споразум око аустријског питања. После трећег тајног уговора Лавал је објавио да је постигнут споразум по свим питањима.
Заједничка декларација после римске конференције од 7. јануара 1935. објављена је 11. јануара. У њој је саопштено да обе владе имају намеру да развијају традиционално пријатељство које удружује обе нације и да сарађују у духу узајамног поверења на ствари очувања општег мира.
Тек касније 15. априла 1935. објављен је споразум између Лавала и Мусолинија о исправци француско-италијанске границе у Африци. Сам Мусолини говорећи о добицима Италије до бесмисла је умањивао њихов значај: 
Добио сам недавно од Француза 110 хиљада квадратниг миља пустиње Сахаре... Знате ли колико становника има на тој бесплодној територији ? 62... Морали смо их тражити као иглу у пласту сена. Најзад су нађени у једној долини изгубљеној у песку где се, међутим, није нашло довољно воде за њену обраду. 
Вредност територијалног повећања никако није била тако мала. Мусолини је добио 22 km обалске линије према мореузу Баб-ел-Мандеб. Са гледишта Мусолинијевих стратешких планова овај сектор имао је изузетан значај. Узнемирени су били и Енглези, плашећи се за Аден, и француски војни кругови истичући опасност по Француску Сомалију. 
Уз то је Италији дато острво Думеира и уступљено 20% акција железнице која спаја Француско пристаниште Џибути са престоницом Абисиније Адис Абебом. 
Са своје стране Мусолини је делимично задовољио претензије француске владе у погледу поданства италијанских насељеника у Тунису. Уговорене стране су се договориле да италијанску националност задржавају деца италијанских родитеља у Тунису која се роде пре 1945. године. После 1965. италијани насељеници у Тунису губе право да добију италијанско држављанство. 
Споразум од 7. јануара предвиђао је закључење Дунавског пакта. Признајући независност Аустрије за нужан услов одржања мира у европи, Лавал и Мусолини предвиђали су започињање преговора о гарантијама неповредивости аустријских граница. У том споразуму имале су да узму учешћа у првом реду Италија, Француска, Пољска, Румунија а за њима и друге државе. 
Дана 22. марта сви споразуми постигнути између Лавала и Мусолинија ратификовани су у француској Народној скупштини. Подносећи извештај скупштини а затим и Сенату о Римским споразумима Лавал је уверавао да је постигао све о чему је Барту могао само да сања: ослабљена је веза између Италије и Немачке, Италија је почела да се оријентише ка Француској, обезбеђена је независност Аустрије, учвршћени су темељи европског мира. 
Али је Лавал прећутао оно што се насамо договорио са Мусолинијем. Касније је јавност сазнала да су у француској амбасади у Риму, у палати Фарнезе Мусолини и Лавал одредили судбину Абисиније. Лавал је Мусолинију дао до занња да француска влада неће ометати остварење његове замисли. 
Касније је Лавалу постављено питање зашто је поступио на овај начин у вези Абисиније. Лавал је том приликом изнео своје дипломатске рачуне. Говорио је да је Италија пренасељена и да су њена природна богаства ништавна па се она мора изборити за нова тржишта и територије. Сматрао је да би била несрећа за читаву Европу да Италија своје експанзионистичке планове усмери ка Балкану или Блиском истоку што би неминовно довело до општеевропског рата. На основу овога он је тврдио да је боље каналисати италијанску агресивност ка афричким пределима. Тамо ће се она разлити и можда умирити. Онда ће, сматрао је Лавал, Француска са својим савезницима бити заштићена у Европи.